# Bakary Diallo
Bakary Diallo (* 11. November 1979 in Kati, Koulikoro Mali; † 24. Juli 2014 in Gossi, Gourma-Rharous, Region Timbuktu Mali) war ein malischer Filmregisseur, Dokumentarfilmer, bildender Künstler und Drehbuchautor.

## Leben
Diallo studierte anfangs Literatur am Lycée Hamadoun DICKO de Sévaré in Mopti-Sévare, welches er 2000 abschloss. Im Anschluss daran entschied er sich für ein Kurzstudium als Direktionsassistent am Institut Universitaire de Gestion de Bamako. Dieses Studium als Direktionsassistent schloss er nach zwei Jahren 2002 erfolgreich ab und entschied sich für eine Karriere als Dokumentarfilmer. So startete Diallo 2007 mit seinem Kinematographie-Studium am renommierten Conservatoire des Arts et Métiers Multimédia Balla Fasséké Kouyaté in Bamako. 2010 verließ er seine Heimat Mali und setzte das Studium im französischen Tourcoing im Département Nord am Le Fresnoy – National Studio of Contemporary Arts fort. Dort erlangte er 2010 seinen Abschluss in Kinematographie. Nach seinem Abschluss lebte er bis zu seinem Tod im nordfranzösischen Roubaix.

### Wirken als Bildender Künstler und Filmemacher
Diallo drehte seinen ersten Dokumentarfilm 2010, als er bei dem Musik-Dokumentarfilm El Canto de los Mensajeros an der Seite von Mario Verdú als Co-Regisseur arbeitete. Im selben Jahr schuf er seinen ersten eigenen Dokumentarfilm Les feuilles d'un temps, mit welchem er ein Stipendium vom Studio national d'arts contemporains in Tourcoing gewann. Im selben Jahr lief die Dokumentation Les feuilles d'un temps auf dem 20 ª Semana de Cine Experimental de Madrid und wurde mit dem Metropolis-Preis gekürt. 2011 wurde Diallo dann für sein Werk Dankumba mit dem Les amis du Fresnoy Preis vom Studio national d'arts contemporains geehrt. Es folgten weitere Präsentationen seiner Dokumentationen; so lief 2011 sein Film Les enfants du net auf dem Festival Camera mobile in Valence und dem Rencontres africaines de la photographie 2011 in Bamako. Diallo präsentierte im Anschluss sein Werk Tomo auf der Dak'art 2012 in Dakar, dem Kulturfest Afrique En Mouvement in Montreal und dem 20 ª Semana de Cine Experimental de Madrid.

### Tod
Diallo war am 24. Juli 2014 gemeinsam mit seinem Freund und ehemaligen Studienkollegen Lorenzo Mbiahou unterwegs nach Bobo-Dioulasso in Burkina Faso, wo er einen Dokumentarfilm über Waisenkinder drehen wollte. Der gebürtige Kameruner Mbiahou assistierte ihm als Co-Regisseur bei seinem 2011 gedrehten Werk Tomo. Beide kamen an diesem Tag beim Absturz des Air-Algérie-Fluges AH5017 im malischen Gossi ums Leben.

## Filmografie
- 2010: El Canto de los Mensajeros (Co-Regisseur gemeinsam mit Mario Verdú)
- 2010: The Light
- 2011: Dankumba
- 2011: Démocratie avec Violence
- 2011: Les enfants du net
- 2011: Les feuilles d'un temps
- 2011: Manque de preuves
- 2012: Tomo

## Auszeichnungen
- 2010: Metropolis auf dem 20 ª Semana de Cine Experimental de Madrid
- 2011: Les amis du Fresnoy